# Sierra del Brujo
La sierra del Brujo es una cadena montañosa de la cordillera de los Andes ubicada en la Región de O'Higgins, en Chile central. Alberga cumbres cercanas a los cinco mil metros de altura y diversos glaciares. 

## Geografía
Corresponde a una larga estribación de granito de orientación norte-sur, que comienza en el río Cachapoal con el cerro Alto del Collay (3154 m) y termina en el río San José con el cerro El Brujo (4740 m). En su región central, la sierra del Brujo es cortada abruptamente por el frente del glaciar Cipreses. Las montañas más importantes de esta sierra son los cerros Cotón (4294 m), Doctor Hernán Cruz (4565 m), Sandra (4198 m), El Palomo (4850 m), Alto de los Arrieros (4990 m), Portillo (4986 m), Torres del Brujo (4920 m) y El Brujo. Los ríos que nacen de la sierra se encuentran dentro de la cuenca del rio Rapel.
La sierra del Brujo se caracteriza por albergar a algunos de los glaciares más grandes de Chile central. De acuerdo con el Inventario Nacional de Glaciares, la sierra del Brujo alberga a una red de glaciares, muchos de ellos interconectados entre sí, como los glaciares Universidad, Cipreses, Palomo, Cortaderal y Mañke.
En las faldas de la ladera oriental de la sierra se encuentran los Espolones del Brujo, columnas graníticas que se caracterizan por presentar verticales y esculpidas formaciones de roca intrusiva, en donde se puede practicar escalada.

## Historia
En tiempos prehispánicos, la sierra fue lugar de tránsito de los incas, quienes dejaron petroglifos en diversos puntos. El valle del río Cipreses fue explorado por renombrados naturalistas durante el siglo XIX, mientras que el sector central de la sierra, por el glaciar Universidad, fue estudiado por el glaciólogo francés Louis Lliboutry en los años 1950.
El cerro El Brujo, al sur de la sierra homónima, es una montaña muy reconocible desde el sector de Los Maitenes junto al río Azufre, lugar por donde fueron rescatados los sobrevivientes uruguayos entre el 22 y el 23 de diciembre de 1972 tras el accidente del vuelo 571 de la Fuerza Aérea Uruguaya.